# Headshot (Fotografie)

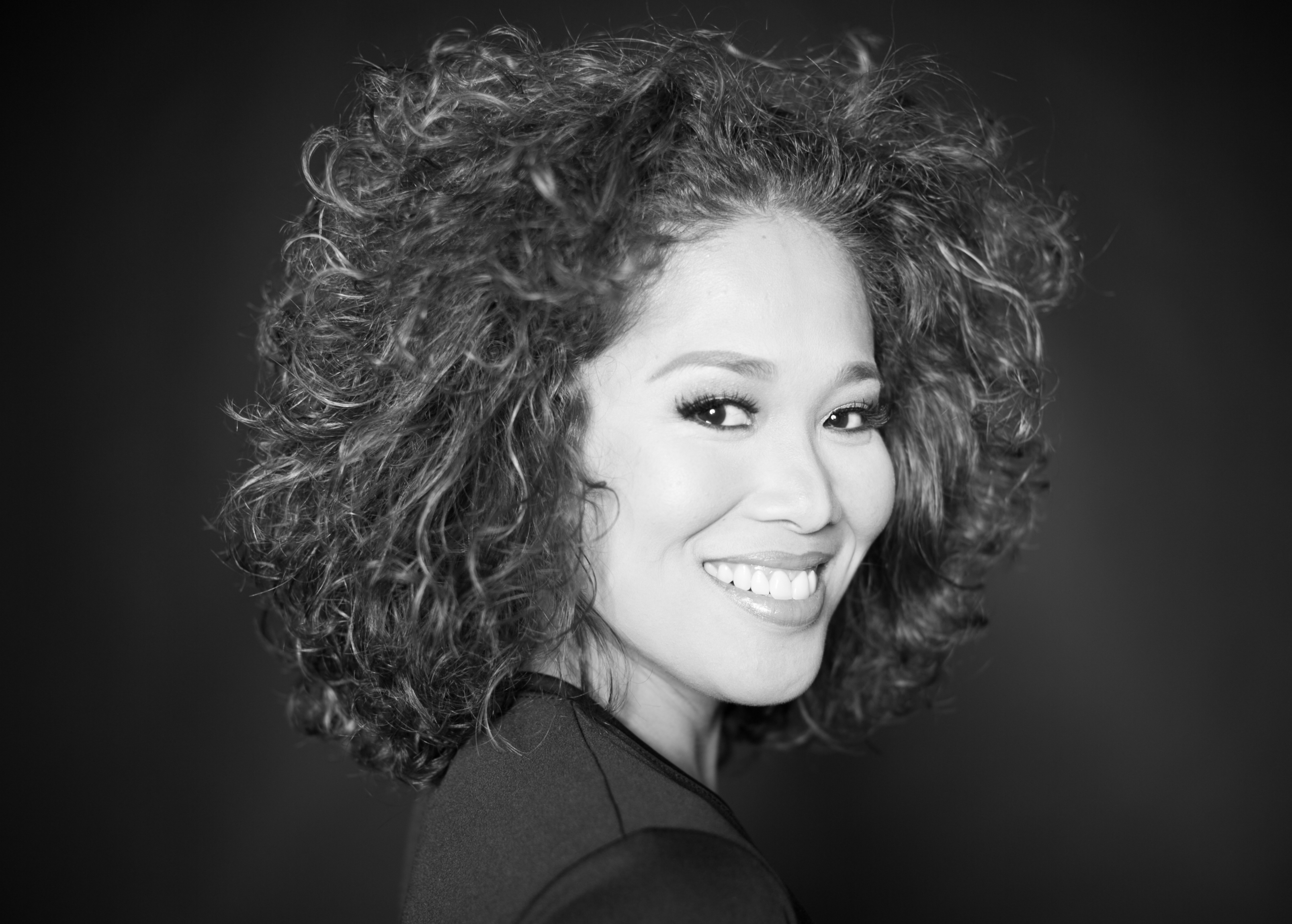
Headshot der Sängerin Anna Fegi

Headshots bilden ein eigenes Genre innerhalb der modernen Porträtfotografie, die häufig in den digitalen Medien verwendet wird. Die Aufnahmen erfolgen meist in einer kontrollierten Umgebung, wie beispielsweise einem Studio, wobei die Person einen direkten Blickkontakt zur Kamera aufnimmt. Der Zuschnitt des Bildes ist sehr eng auf Kopf und Gesicht zentriert, mit wenig Platz für den Rest des Körpers. Auf auffälliges Make-up und Schmuck wird verzichtet, damit nichts vom Ausdruck der Person ablenkt. Denn der Sinn eines Headshots liegt darin, dass eine Verbindung geschaffen wird zwischen dem Betrachter und der abgebildeten Person. Der Headshot dient häufig auch als Stellvertreter in den sozialen Medien und gibt der virtuellen Existenz dort ein Gesicht. In Abgrenzung zum Businessporträt, bei dem häufig Accessoires, die in Verbindung mit der Tätigkeit stehen, oder andere zusätzliche Objekte Bestandteil des Fotos sind, geht es beim Headshot nur um die Persönlichkeit und nicht um ihre Tätigkeit oder Position. Während ein Porträt durchaus gesichtsferne Elemente wie z. B. Hände im Bild enthalten kann, ist dies beim Headshot unerwünscht.
Üblicherweise findet der Begriff Verwendung in der Medienbranche. Headshots werden von Künstlern, Autoren, Schauspielern, Regisseuren, Models, Musikern und in vergleichbaren Zünften genutzt, um sich für einen Job oder um ein Projekt zu bewerben, den persönlichen professionellen Internetauftritt zu ergänzen oder Kurzbiografien (beispielsweise in Theater-Programmheften) zu veranschaulichen. Darüber hinaus werden häufig (nicht nur im englischen Sprachraum) auch die Porträtfotografien auf Über-uns-Seiten von (Wirtschafts-)Unternehmen, Universitäten, politischen Parteien etc. sowie Nahaufnahmen von bekannten Gesichtern für Werbeposter als Headshots bezeichnet.

## Unterhaltungsindustrie
In der Unterhaltungsindustrie, d. h. in Theater, Film und Fernsehen, wird von sich bewerbenden Schauspielern, Sängern, Models, Unterhaltungskünstlern und gelegentlich auch von den Künstlern „hinter den Kulissen“ – Regisseuren, Autoren etc. – neben einem Lebenslauf bzw. einer Aufstellung ihrer relevanten Projekte meist auch ein Headshot erwartet. Da es sich hierbei eben (auch) um Bewerbungsfotos handelt, sind diese Headshots für gewöhnlich künstlerischer gestaltet als andere Porträt(foto)s: Sie sollen die dargestellte Person (wortwörtlich) im bestmöglichen Licht zeigen.

### Schauspieler-Headshots

Unterschied Headshot (links) – Porträt (rechts)
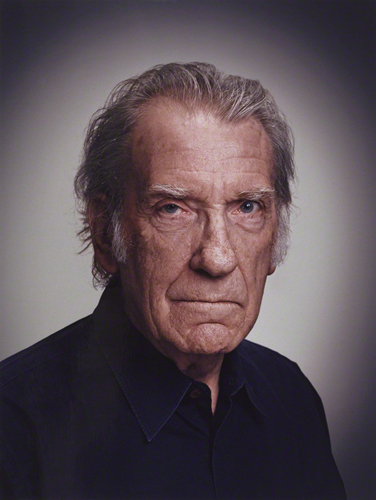
David Warner
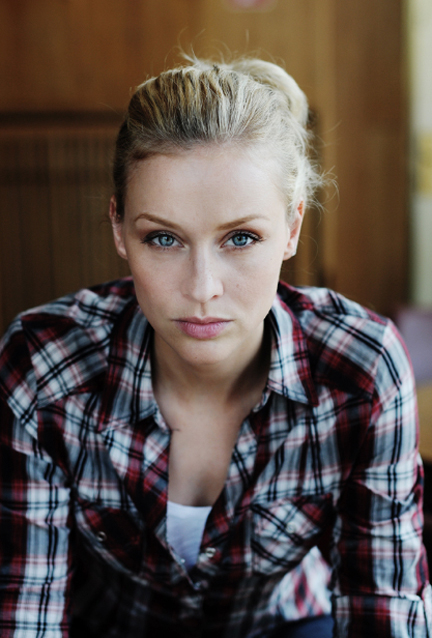
…und Verena Mundhenke

Oft blicken Künstler für Headshots nicht mittig, manchmal sogar gar nicht in die Kamera. Darstellende Künstler lassen nicht selten Headshots in diversen Körperhaltungen und mit unterschiedlichen mimischen/gestischen Ausdrücken anfertigen, um potenziellen Arbeitgebern bereits einen Voreindruck von der erwartbaren emotionalen Ausdrucks-Bandbreite zu ermöglichen. Diese Form der Headshots werden auch looks (Blicke) genannt. Für Schauspieler ist es mitunter üblich, je nach Rollenprofil unterschiedliche und entsprechend neue Headshots anfertigen zu lassen, bei zeitnah aufeinander folgenden Bewerbungen bestehen diese Unterschiede jedoch häufig nur in einem Garderobenwechsel. Sind in den Headshots die Schultern der dargestellten Person zu sehen, heißen die Aufnahmen three-quarter shots (Dreiviertel-Aufnahmen). Lange wurden Headshots zumeist in schwarz-weiß angefertigt, einige Fotografen behalten diese Technik weiterhin bei; üblicher sind heute jedoch farbige Headshots.
In den meisten Fällen werden Headshots als digitale Dateien versandt bzw. für Online-Auftritte verwendet. Ist zusätzlich ein Ausdruck erforderlich, geschieht dies bei Headshots von Schauspielern üblicherweise im Format 8 × 10 ″. Ausnahmen sind Werbefotos für Plakate und Presse oder Wandbilder für die Eingangshallen von Theatern. Um diesen Ansprüchen zu genügen, werden Headshots von vornherein als besonders hochauflösende Dateien erstellt. Schauspieler-Headshots sind meist keine Fotodrucke, sondern werden typischerweise mit lithografischen oder Laserprozessen gedruckt.
Hauptzielsetzung von Schauspieler-Headshots ist die Möglichkeit zur schnellen Identifikation. Darum ist die wichtigste Funktion des Fotos, die dargestellte Person möglichst adäquat zu repräsentieren. Theater-Headshots sind für gewöhnlich sehr neutral wirkende Aufnahmen des Darstellers, auf denen ihre Gesichtszüge besonders gut zu erkennen sind.
Headshots sollen das Auftreten und Wirken einer Person möglichst zum aktuellen Zeitpunkt darstellen und gleichzeitig ihre besten Eigenschaften herausstellen. Aus diesem Grund geht gerade bei Schauspielern schon ein neuer Haarschnitt oder eine -tönung oft mit der Notwendigkeit eines neuen Headshots einher. Anders als beispielsweise in Bewerbungsfotos anderer Berufe wird zudem gefordert, dass vorhandene Hautstrukturen, Narben, Falten, kosmetische Makel etc. deutlich sichtbar sind und keinesfalls wie sonst üblich digital entfernt werden. Nur kurzzeitig auftretende Hautunreinheiten wie Pickel oder neue, nur oberflächliche Wunden dürfen dagegen wegretuschiert werden.

### Modelling-Headshots

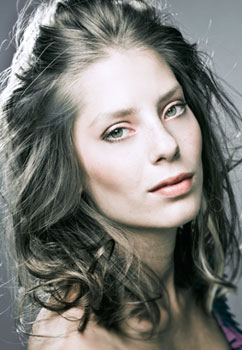
Modelling-Headshot

Modelling-Headshots (amerikanisches Englisch: modeling), im englischen Sprachraum gelegentlich auch synonym mit comp cards oder tear sheets verwendet, sind eine Sammlung von Fotos, die von Models zusammen mit dem Lebenslauf, ihrem Namen und den erforderlichen Statistiken (Körpermaßen etc.) im Bewerbungsprozess eingereicht werden müssen. Meist handelt es sich hierbei um Buntdrucke, in manchen Ländern wie beispielsweise dem Vereinigten Königreich sind jedoch auch Schwarz-Weiß-Fotografien üblich. Models verwenden sie neben den Bewerbungsprozessen mitunter auch für die eigentlichen Aufträge. Eine Nahaufnahme, wie sie im Headshot geschieht, wird im Bewerbungsprozess häufig vorausgesetzt, um insbesondere bei Aufnahmen für Schönheitsprodukte den Teint des Bewerbers deutlich zu zeigen. Narben, Ekzeme und sonstige Hautunreinheiten dürfen hierfür professionell wegretuschiert werden, anders als beispielsweise bei Schauspieler-Headshots wird von dieser Möglichkeit in diesem Berufszweig exzessiver Gebrauch gemacht. Dadurch sind die Fotos über den Bewerbungsprozess hinaus auch für Künstlermappen und Internetauftritte verwendbar.
Modeling-Headshots werden üblicherweise verwendet (im Bewerbungsprozess) für:
- Comp-Cards und Tear-Sheets
- Fernseh-Werbung für Hautpflegeprodukte
- Zeitschriften-Werbeanzeigen für Cremes und andere Haut- oder Haarpflegeprodukte
- Online-Auftritte von Produktherstellern und Modelagenturen
- Model-Portfolios

Comp-Cards zählen zum „Marketing-Material“ und gehören zu den wichtigsten Bausteinen einer Modelkarriere. Sie werden im Format von etwa 5½″×8″ beidseitig bedruckt. Beinahe alle Comp-Cards sind Farbdrucke, mitunter können auch Schwarz-Weiß-Fotografien hinzugenommen werden. Jedes Model kann seine Comp-Card mit vier bis fünf Fotos bestücken, mindestens eines dieser Bilder ist stets ein Headshot.

### Fotografenstile
Anders als im Wirtschaftsbereich (siehe nächster Abschnitt), in dem die genauen Details zu Form, Inhalt und Hintergrund der Headshots häufig vom Auftrag- bzw. Arbeitgeber reglementiert sind, entwickeln im künstlerischen Umfeld einige Fotografen einen eigenen Stil, der – neben der Berücksichtigung der individuellen Züge des fotografierten Menschen – entscheidenden Einfluss auf die Ausgestaltung der Headshots hat. Haben sich solche Fotografen bzw. Studios einen gewissen Bekanntheitsgrad erarbeitet, werden sie von ihren Kunden mitunter schon wegen dieser Markenzeichen aufgesucht. Fotografen, die zugleich als Künstler geschätzt und für ein oder mehrere spezifische Porträtfotografiestile bekannt sind, sind beispielsweise Andy Gotts (Schwarz-Weiß-Headshots mit stark emotionalen, teils grimassierenden Gesichtsausdrücken); David LaChapelle (bekannt für sogenannten „kitsch-pop-surrealism“); Rory Lewis (spezialisiert auf Headshots mit besonders klaren Gesichts-Konturen in warmem Licht und vor sehr dunklen, einfachen Hintergründen); Martin Schoeller (bekannt für „hyper-realistische“ extreme Nahaufnahmen der Gesichter).
Einer der wichtigsten Vertreter der Headshot-Fotografie ist der New Yorker Fotograf Peter Hurley. Sein Stil ist unverkennbar und ist gekennzeichnet durch zurückhaltende Hintergründe in grau, weiß oder schwarz und seine besondere Aufmerksamkeit gilt den Details. Viel wichtiger als dies ist allerdings, dass er mit den Personen vor der Kamera so lange arbeitet, bis diese die Kamera vergessen haben und natürlich und unverkrampft agieren können. So gelingen natürliche und überzeugende Headshots, die den Grundstein für eine vertrauensvolle Beziehung zum Betrachter legen. Auf der Website seiner von ihm gegründeten Headshotcrew sind mehr als 13000 Fotografen aus aller Welt mit ihren jeweiligen Standorten gelistet. Daraus kann sich jeder den entfernungsmässig nächsten Fotografen suchen, der auf Headshots spezialisiert ist.

Manche Studios verleihen ihren Headshots einen Wiedererkennungswert, beispielsweise durch wiederkehrende Farbgebungsmuster: Beispiel Foksal (Warschau, Polen)
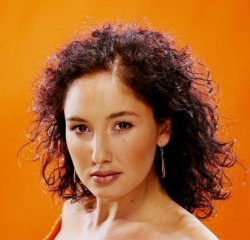
Schauspielerin Monika Obara
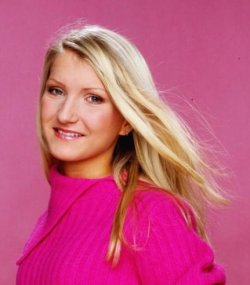
Bodybuilderin Natalia Koniak
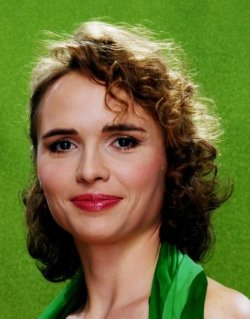
Schauspielerin/Model Agnieszka Gajdek
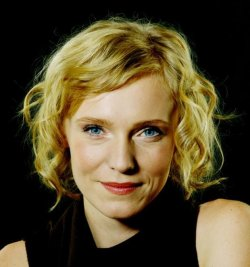
Schauspielerin Monika Kwiatkowska
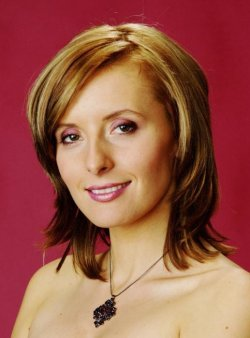
Sängerin Monika Kuszyńska
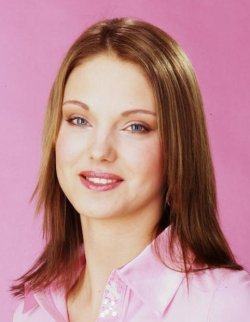
Model Magdalena Kowalczyk
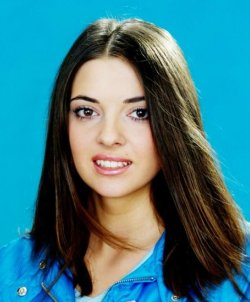
Model Aleksandra Ofianewska
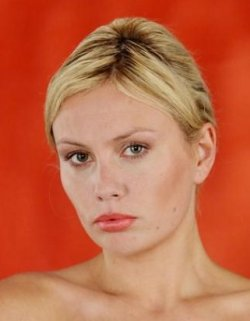
Schauspielerin Monika Jarosińska

## Wirtschaftswesen
Unternehmens-Headshots (corporate headshots) sind Porträtfotos, die meist für den digitalen Zugriff gedacht sind und auf Profilseiten der sozialen Medien, in Internetauftritten von Firmen, auf digitalen Visitenkarten etc. verwendet werden. Headshots werden im wirtschaftlichen Bereich und insbesondere auf Firmenseiten vor allem zu Branding-Zwecken (siehe auch den nächsten Abschnitt) und zur Präsentation der Führungsriege verwendet und unterliegen in großen Unternehmen häufig strengen Manualen mit Richtlinien zur Bildgestaltung (Dresscode, Hintergründen, …). Häufiger als in den oben aufgeführten Headshot-Formen wird hier Schwarz-Weiß-Fotografie verwendet. Anders als bei Schauspieler-Headshots wird bei diesen Fotos zudem ganz selbstverständlich mit digitaler Nachbesserung gearbeitet, d. h. Falten, kleine Narben und Hautunreinheiten weitgehend wegretuschiert. Gleichzeitig sollen als „natürlich“ bzw. „sympathisch“ empfundene Gesichtsmerkmale (Lachfältchen um die Augen, Grübchen an Wangen und Kinn, angedeutete „Ernsthaftigkeits“-Falten auf der Stirn) durch die digitale Bearbeitung nicht verloren gehen, wie es gelegentlich bei Modelling-Headshots der Fall ist, bei denen das Aussehen bzw. die Perfektion der Hautstruktur meist im Vordergrund steht.
Firmen-Headshots dienen einer Vielzahl von Zwecken:
- LinkedIn: Persönliche sowie Unternehmensprofile
- Facebook: Persönliche sowie Unternehmensprofile
- „About us“ bzw. „Über uns“ Seiten
- Professioneller Lebenslauf
- Firmenkataloge, -broschüren und -Werbematerial
- Unternehmenswebsites und -publikationen für internen und externen Zugriff
- Presse- und andere Mitteilungen
- Marketing-Materialien
- (Zeitungs-)Artikel
- „Autoren-Seiten“ bei (Buch-)Veröffentlichungen

### Branding-Headshots

Beispiele für Branding-Headshots
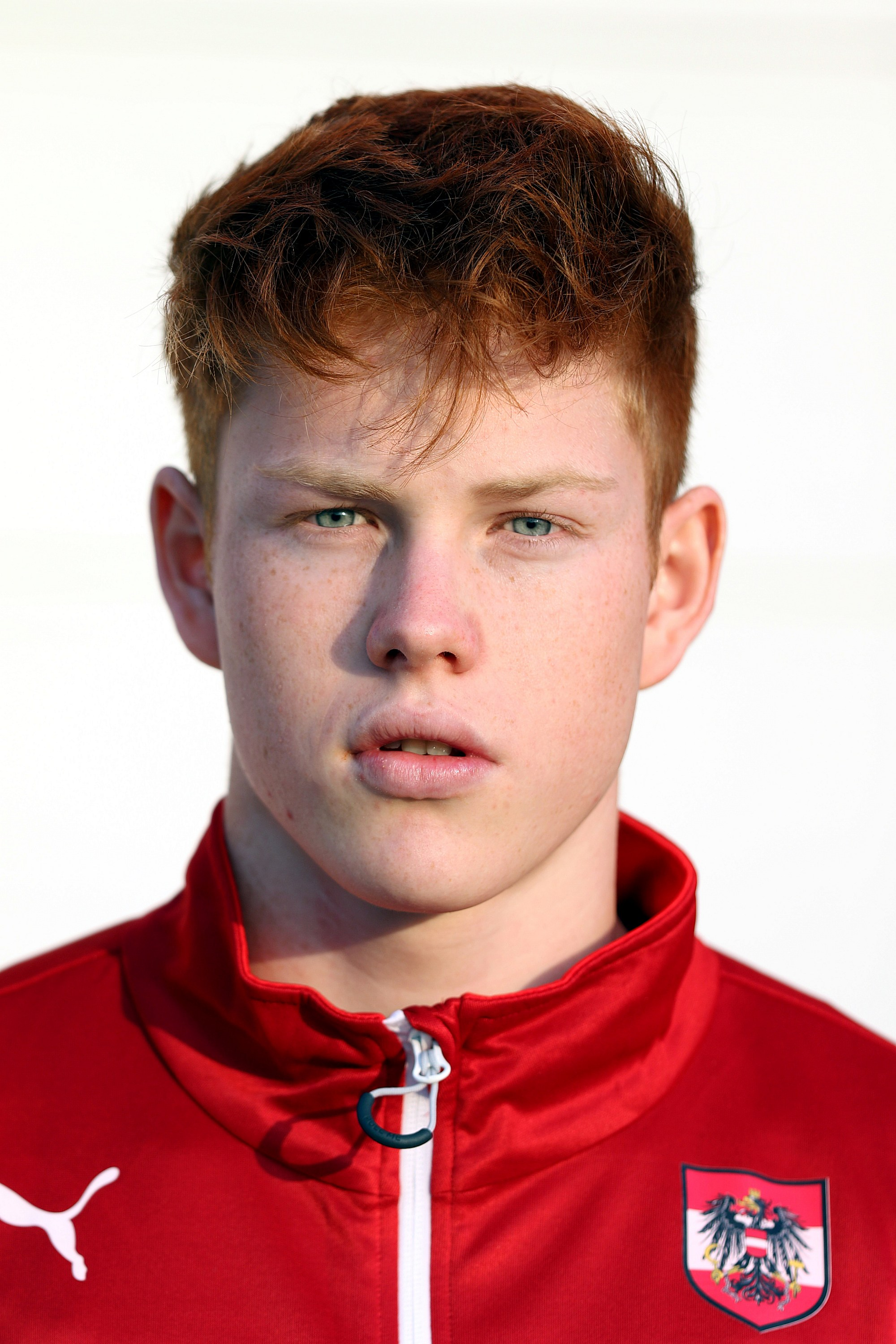
Branding-Headshots: Fußballer David Bumberger
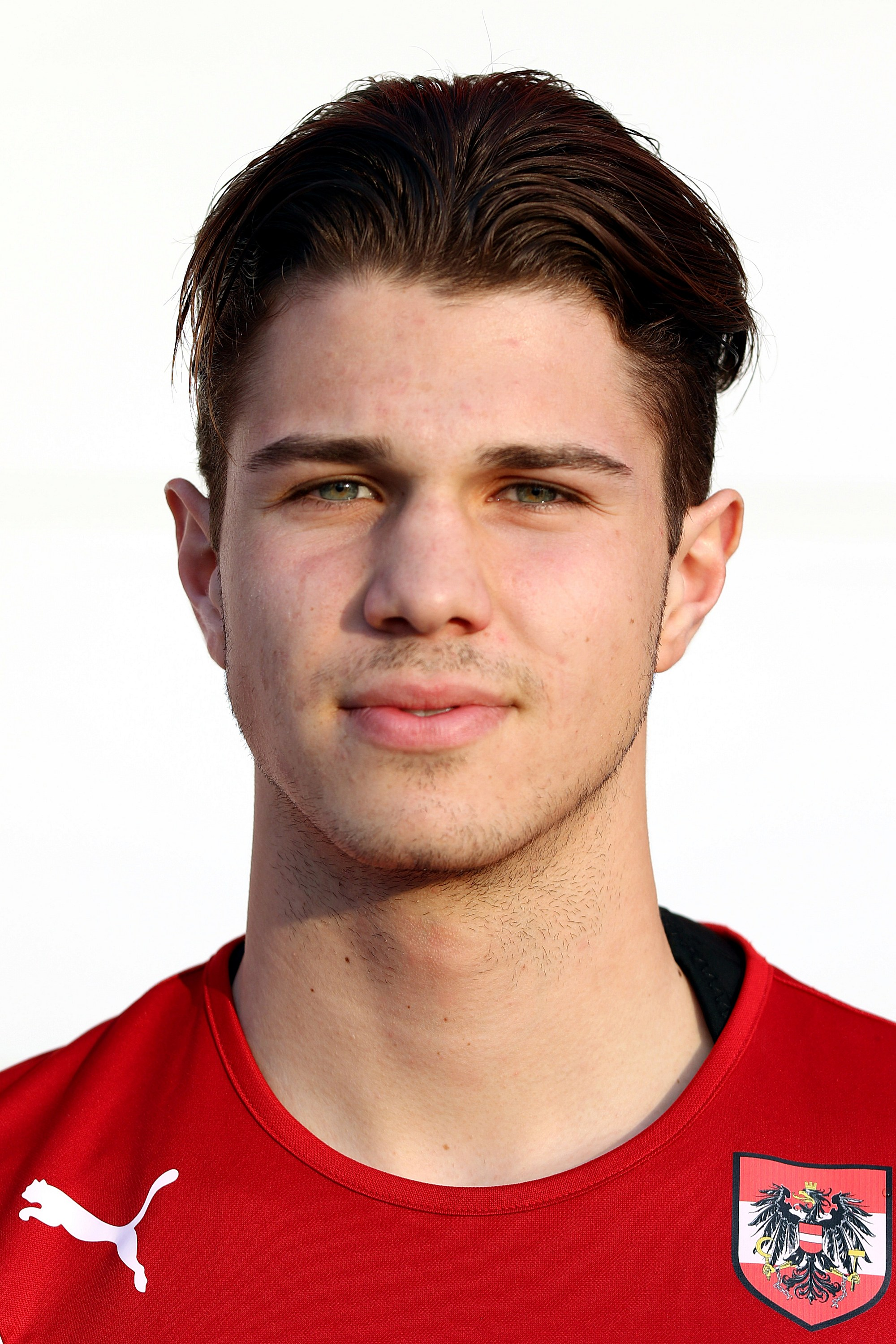
…und Luca Meisl ( U18) im gleichen Stil

Sogenannte Branding-Headshots sind meist spezifische Firmen- oder Wirtschafts-Headshots. Hierbei soll das Foto nicht vorrangig die Individualität der dargestellten Person, sondern ihre Zugehörigkeit zu einer bestimmten Marke (brand) verdeutlichen. Dies kann durch einheitliche Gestaltung aller Fotos der Mitarbeiter eines Unternehmens geschehen, durch eine bestimmte Kleiderordnung oder durch Integration von Logos oder anderen markentypischen Symbolen und Gegenständen in das Foto. Angestellte großer Unternehmen und Agenturen erhalten häufig ein ausführliches Manual mit den genauen Anforderungen an den entsprechenden Headshot.